# Новопоселенное
Новопоселенное — село в Каракулинском районе Удмуртии. Входит в состав Быргындинского сельского поселения.

## География
Село расположено на юго-востоке республики на расстоянии примерно в 21 километре по прямой к юго-западу от районного центра Каракулино.
Часовой пояс
Село Новопоселенное как и вся Удмуртия, находится в часовой зоне МСК+1. Смещение применяемого времени относительно UTC составляет +4:00.

## Население
| 2010 | 2012 |
| ---- | ---- |
| 121  | ↘120 |

Национальный состав
Согласно результатам переписи 2002 года, русские составляли 55 %, а марийцы 44 % из 146 чел..